# JPEG-LS
JPEG-LS (souvent surnommé Lossless JPEG) est une norme de compression sans perte (donc réversible), basée sur l'algorithme LOCO-I (LOw COmplexity LOssless COmpression for Images) et évaluée par le Joint Photographic Experts Group, dont la notoriété est reconnue pour les formats de compression JPEG ISO/CEI 10918-1 et JPEG 2000. 
Dans JPEG-LS la compression est réalisée par la combinaison d'un codage adaptatif (extension des codes de Golomb) avec un codeur entropique proche du codeur de Huffman pour les zones à faible entropie.
JPEG-LS a été publiée comme norme internationale par l'ISO (ISO/CEI 14495-1) et l'UIT (T.87).